# Мочульский, Фёдор Степанович
Фёдор Степанович Мочульский — русский военачальник, генерал-майор (с 7 апреля 1835). В чине полковника — кавалер ордена Св. Георгия 4-го класса за выслугу лет № 4349 (19 декабря 1829). Крымский землевладелец. Симферопольский уездный предводитель дворянства. 10 января 1843 — 31 октября 1844 года исправлял должность таврического губернского предводителя дворянства.